# Donacia dentata
Donacia dentata là một loài bọ cánh cứng trong họ Chrysomelidae. Loài này được Hoppe miêu tả khoa học năm 1795.